# أبباريك (إقليد)
أبباريك (بالفارسية: ابباریک) هي قرية تقع في Central District في إيران. يقدر عدد سكانها بـ 1,405 نسمة .